# Mozambiques præsidenter
Mozambique blev uafhængig i 1975. Mozambiques præsidenter har været:
- Samora Machel (1975-86)
- Joaquim Chissano (1986-2005)
- Armando Guebuza (2005–2015)
- Filipe Nyusi (siden 2015)

Alle er medlemmer af FRELIMO.